# Cafeteros de Yauco
I Cafeteros de Yauco sono una franchigia pallavolistica maschile portoricana con sede a Yauco e militante nella Liga de Voleibol Superior Masculino.

## Storia
I Cafeteros de Yauco nascono prima ancora della Liga de Voleibol Superior Masculino, di cui sono una delle franchigie fondatrici. Nel 1958 vincono quindi la regular season nella Sezione Sud del torneo, ma escono sconfitti in semifinale; un anno dopo, invece, dopo un altro successo nella stagione regolare, si spingono fino alla finale scudetto, perdendo contro i Changos de Naranjito. 
Nel 1961 vincono il primo scudetto della propria storia, sconfiggendo in finale i Brujos de Guayama, bissando nel 1962 contro i Leones de Ponce, franchigia contro la quale perdono le tre finali successive, prima di sconfiggerli nuovamente nel 1966, vincendo terzo scudetto della propria storia.
Tra il 1968 e il 1971 affrontano per quattro volte in finale i Changos de Naranjito, vincendo altri due scudetti; nel 1972 le due squadre si incontrano ancora una volta in finale: durante il quarto incontro a Naranjito, sul 2-1 per gli ospiti, dopo la vittoria dei primi due parziali da parte degli ospiti, gli scontri tra le tifoserie costringono alla cancellazione il resto della serie finale.  
Nel 1973 invece escono sconfitti in finale contro i Gigantes de Adjuntas: le due franchigie si incontrano nuovamente in finale nel 1975, tuttavia la serie viene interrotta e mai più terminata a causa degli scontri tra le due tifoserie.
Negli anni seguenti i risultati dei Cafeteros de Yauco subiscono una severa flessione, che culmina, dopo la divisione del campionato in due sezioni, nella retrocessione in Sezione B nel 1986. Dopo la promozione in Sezione A del 1989, raggiungono la quindicesima finale della propria storia nel 1996, ma perdono ancora una volta contro i Changos de Naranjito. Nel 1999 la franchigia chiede dispensa, non iscrivendosi al campionato; rientrati in campo nel 2000, la franchigia cessa di esistere al termine del campionato.
Tornano a calcare insieme ai Gigantes de Adjuntas il palcoscenico della Liga de Voleibol Superior Masculino nella stagione 2017, sfruttando una nuova espansione della lega, che li vede rifondanti e gestiti della FVP.

## Rosa 2024
| N° | Nome             | Ruolo | Data di nascita   | Nazionalità sportiva |
| -- | ---------------- | ----- | ----------------- | -------------------- |
| 1  | Javier Rodríguez | O     | 15 agosto 1997    | Porto Rico           |
| 2  | Yadiel Nadal     | P     | 9 agosto 1997     | Porto Rico           |
| 3  | Víctor Cosme     | L     | 8 novembre 1989   | Porto Rico           |
| 5  | Willy Varela     | C     | 12 marzo 1999     | Porto Rico           |
| 6  | Diego Negrón     | S     | 31 ottobre 1999   | Porto Rico           |
| 7  | Leamsy Berríos   | P     | 8 novembre 2004   | Porto Rico           |
| 8  | Eddie Rivera     | S     | 16 giugno 1992    | Porto Rico           |
| 9  | Diego Rosich     | S     | 28 febbraio 2002  | Porto Rico           |
| 10 | Iván Fernández   | C     | 27 ottobre 1997   | Porto Rico           |
| 11 | Jessie Colón     | C     | 20 settembre 1984 | Porto Rico           |
| 12 | José Mulero      | L     | 25 ottobre 1991   | Porto Rico           |
| 14 | Ricardo Massanet | L     | 11 gennaio 1998   | Porto Rico           |
| 15 | Mark Frazier     | O     | 24 gennaio 2003   | Stati Uniti          |
| 16 | Eli Irizarry     | P     | 28 gennaio 1999   | Porto Rico           |

## Palmarès
- Campionato portoricano: 5

1961, 1962, 1966, 1968, 1971